# Prattinger Ferenc
Prattinger Ferenc (? – 1955) erdélyi magyar író, szerkesztő, drámaíró.

## Életútja
Születésének helye és időpontja ismeretlen. Aradi kapcsolataira utal, hogy A polgárcsászár című történelmi drámáját 1921-ben az aradi Forum Kiadó jelentette meg nyomtatásban Nagy Dániel előszavával. Eszerint „... élő embereket találunk itt, törpe gyarlóságaikkal, gyarló becsvágyaikkal, az életünkből való életet, az életünkből való panoramikus káoszt.” Az Aradi Városi Színház ugyanabban az évben be is mutatta a színművet Forgács Sándor rendezésében. A háromfelvonásos mű színhelye Oroszország, főhőse a „polgárcsászár”-nak nevezett Kerenszkij, aki 1917-ben átvette a hatalmat Szentpétervárott, s akinek az alakját maga a rendező vitte színpadra. A darabban szerepel Raszputyin is.
1921-től az Egyesült Államokban élt; 1923–25 és 1934–40 között a Detroiti Újság szerkesztője, közben a kolozsvári Keleti Újság ottani tudósítója is. Detroitban 1923-ban jelentette meg Milliók útján című könyvét. 1955-ben halt meg az Egyesült Államokban.